# Briliáns csapda
A Briliáns csapda (eredeti cím: Entrapment) 1999-ben bemutatott amerikai–brit bűnügyi kalandfilm, a főszerepekben Sean Connery, Catherine Zeta-Jones, Ving Rhames és Will Patton látható. A film egy mestertolvaj és az őt lefülelni igyekvő nő fordulatos kalandjairól szól.

## Cselekmény
Robert „Mac” MacDougal az egyik legismertebb besurranótolvaj a szakmában, érthető hát, hogy mikor egy felbecsülhetetlen értékű Rembrandt-képnek lába kél, mindenki a hírhedt műkincstolvajt gyanúsítja a lopással. Virginia „Gin” Baker, a találékony biztosítási nyomozó meg is győzi a főnökét, hogyha meg akar spórolni több tízmillió dollár biztosítási összeget lépre kell csalni a „nagy öreget”. Mac azonban sokkal dörzsöltebb, mint azt Gin gondolta, így hamar fordul a kocka és Gin kerül kompromittált helyzetbe. A koros tolvaj azonban szövetkezik a csinos nővel, hogy együtt hajtsanak végre egy nagyszabású akciót, amihez előbb egy újabb műkincset kell elemelniük, majd ezután kellene Malajziában betörniük egy Kuala Lumpur-i bank széfjébe, ami több milliárdos zsákmányt jelentene, de az akcióra csak az ezredforduló éjszakáján van esélyük. Hőseink így nekikezdenek a felkészülésnek, miközben egymással is egyre szorosabb ismeretségbe kerülnek, csakhogy a történet még számos fordulatot rejteget és nem biztos ki kiben bízhat meg…

## Szereplők
| Szerep                 | Színész              | Magyar hang      |
| ---------------------- | -------------------- | ---------------- |
| Robert „Mac” MacDougal | Sean Connery         | Kristóf Tibor    |
| Virginia „Gin” Baker   | Catherine Zeta-Jones | Tóth Enikő       |
| Aaron Thibadeaux       | Ving Rhames          | Borbiczki Ferenc |
| Hector Cruz            | Will Patton          | Gáspár Sándor    |
| Conrad Greene          | Maury Chaykin        | Hollósi Frigyes  |

## Érdekesség
A film kulcsjeleneteit az akkor frissen átadott malajziai Petronas-ikertoronynál forgatták, ami a film idején a világ legmagasabb épülete volt.